# Championnats du monde de pentathlon moderne 1984
Navigation
Édition précédente Édition suivante
Les championnats du monde de pentathlon moderne 1984, vingt-huitième édition des championnats du monde de pentathlon moderne, ont eu lieu en 1984 à Copenhague, au Danemark. Il ne concerne que les femmes.